# Club de Fútbol Rayo Majadahonda
Club de Fútbol Rayo Majadahonda é um clube de futebol da Espanha. Disputa atualmente a segunda divisão nacional.

## História
O Rayo Majadahonda foi fundado em 1976, sendo imediatamente registrado na Federação de Futebol de Madri. Jogou nas divisões regionais até 1987 quando alcançou promoção à Tercera División.
O clube se estabeleceu na quarta divisão até a campanha de 1996-97, quando alcançou a primeira promoção para a Segunda División B. Dois rebaixamentos consecutivos se seguiram, mas o clube imediatamente recuperou seu status nacional em 2000. Em 16 anos - 2000 a 2015 - o clube se estabeleceu na 4º divisão, conseguindo um acesso e um rebaixamento nesse período, quando alcançou a promoção com a lenda do clube Antonio Iriondo como treinador.
No dia 27 de maio de 2018, ainda tendo Iriondo como treinador, o Rayo Majadahonda subiu pela primeira vez à Segunda División ao derrotar o FC Cartagena com um gol contra de Míchel Zabaco no último minuto de jogo.